# Francisca Cordélia de Sousa
Francisca Cordélia de Sousa Sarmento de Lacerda (Horta, 29 de março de 1781 — Horta, 1845) foi uma poetisa e tradutora de obras literárias.

## Biografia
Nasceu na cidade da Horta, filha do também poeta Manuel Inácio de Sousa e de Luísa Francisca Sarmento de Lacerda. Herdou do pai o talento literário, particularmente para a poesia epigramática. Também escreveu prosa e traduziu algumas obras das línguas inglesa, francesa e italiana.
Foi avó da escritora Hermenegilda Teles de Lacerda.